# Aus-Rotten
Aus-Rotten war eine US-amerikanische Crustcore- und Anarcho-Punk-Band.

## Geschichte
Die Band wurde 1992 in Pittsburgh, Pennsylvania, gegründet und kombinierte Anarcho-Punk der frühen 1980er mit einem härteren Sound. Die meisten Songs enthielten kritische Texte über die Regierung, Kapitalismus, Sexismus, Todesstrafe, Religion, Tierrechte und andere kontroverse Themen. Diese radikalen und einprägsamen, parolenhaften Texte machten die Band bekannt, so heißt es zum Beispiel „People Are Not Expendable, Government Is“ (dt. „Menschen sind nicht entbehrlich, die Regierung schon“) oder „As Long As Flags Fly Above Us, No One’s Really Free“ (dt. „Solange Fahnen über uns wehen, ist niemand wirklich frei“). Die Band vertrat darüber hinaus eine klare antifaschistische Meinung. 2001 löste sich die Band auf und es entstanden unter anderem die Bands Caustic Christ und Behind Enemy Lines.
Der Schlagzeuger Richie Carramadre, der unter dem Pseudonym „Filthy Rich Bastard“ auf der sehr erfolgreichen Single Fuck Nazi Sympathy, die mit mehr als 22.000 verkauften Exemplaren eine der meistverkauften Veröffentlichungen des Genres ist, zu hören war, spielt heute bei All Systems Fail.

## Diskografie
- 1992: We Are Denied… They Deny It (Demo)
- 1993: Anti-Imperialist (EP)
- 1994: Fuck Nazi Sympathy (7")
- 1996: The System Works for Them (LP)
- 1997: Not One Single Fucking Hit Discography (LP)
- 1999: …And Now Back to Our Programming (LP)
- 2001: The Rotten Agenda (LP)